# Ağcabədi (Rayon)
Ağcabədi (auch Aghjabadi) ist ein Rayon in Aserbaidschan. Hauptstadt ist die Stadt Ağcabədi.

## Geografie
Der Rayon hat eine Fläche von 1756 km². Die Landschaft gehört zur Tiefebene des Flusses Kura, welcher durch das Gebiet fließt. Ein weiterer großer Fluss des Bezirks ist der Qaraçay. Im Rayon liegt der Ağgöl-Nationalpark.

## Verwaltungsgliederung
Der Rayon gliedert sich in eine Stadt (şəhər), eine Siedlung (qəsəbə) und 39 ländliche Verwaltungsbezirke (inzibati ərazi dairəsi)  mit insgesamt 44 Dörfern (kənd):
- Stadt: Ağcabədi (Verwaltungszentrum)
- Siedlung: Hindarx
- Dörfer: Ağabəyli, Aran, Arazbar, Aşağı Avşar, Avşar, Boyat (mit Biləyən), Cəfərbəyli, Gələbədin, Göyük, Hacıbədəlli, Hacılar, Hüsülü, Xocavənd, İmamqulubəyli, Kəbirli, Kəhrizli (Bala Kəhrizli und Böyük Kəhrizli), Kürdlər, Qaradolaq, Qaraxanlı, Qaravəlli, Qiyaməddinli, Mehrablı, Minaxorlu, Muğanlı, Nəcəfqulubəyli, Pərioğlular, Poladlı, Rəncbərlər, Salmanbəyli, Sarıcalı, Sarvanlar, Şahsevən, Şahsevən Təzəkənd, Şənlik, Şərəfxanlı (mit Şahmalılar und Şotlanlı), Taynaq, Təzəkənd, Yeni Qaradolaq, Yuxarı Qiyaməddinli (mit Mirzəhaqverdili)

## Wirtschaft
Die Region ist agrarisch geprägt. Sie gehört zu den wichtigsten Baumwollanbaugebieten Aserbaidschans.

## Bevölkerung
Die Bevölkerung besteht zu 96,2 % aus Aserbaidschanern. Die Einwohnerzahl des Rayons beträgt 137.500 (Stand: 2021). 2009 hatte Ağcabədi 121.300 Einwohner.

## Kultur
In der Region existieren mehrere archäologische Fundstätten aus der Jungsteinzeit, Antike und dem Mittelalter. Diese liegen in Kamiltepe, Nargiztepe, Garagobar, Shakhtepe und Galatepe.
Im Ort Aşağı Avşar liegt das Mir-Ali-Mausoleum aus dem 13. Jahrhundert.

## Persönlichkeiten
1885 wurde in dieser Region der Komponist Üzeyir Hacibəyov geboren.

## Verkehr
Durch den Rayon führt die Fernstraße von Lənkəran nach Gəncə.